# Lady Be Good
Lady Be Good é um filme musical estadunidense de 1941, do gênero comédia musical, dirigido por Norman Z. McLeod.

## Elenco
- Eleanor Powell … Marilyn Marsh
- Ann Sothern … Dixie Donegan Crane
- Robert Young … Edward 'Eddie' Crane
- Lionel Barrymore … Judge Murdock
- John Carroll … Buddy Crawford
- Red Skelton … Joe 'Red' Willet
- Virginia O'Brien … Lull
- Tom Conway         … Mr. Blanton
- Dan Dailey         … Bill 'Billy' Pattison
- Reginald Owen … Max Milton
- Rose Hobart … Mrs. Carter Wardley
- Phil Silvers … Mestre de cerimônias

## Principais prêmios e indicações
Oscar 1942 (EUA)
- Ganhador na categoria de melhor canção (The Last Time I Saw Paris)